# Frances Chamberlaine Sheridan
Pour les articles homonymes, voir Sheridan.
Frances Chamberlaine Sheridan est une romancière et auteur dramatique anglaise, femme de Thomas Sheridan, née en Irlande en 1724, morte à Blois en 1766. 
Elle écrivit en faveur de Sheridan, en 1754, une brochure à propos des troubles qui avaient éclaté au théâtre de Dublin dirigé par ce dernier, et Sheridan reconnaissant lui donna son nom.

## Œuvres
Née en 1724 à Dublin, cette romancière et dramaturge a laissé divers écrits, dont notamment Memoirs of Sidney Diddulph (Londres, 1761, 5 vol. in-8°) [un succès, adapté dans un premier temps en français par l'abbé Prévost sous le titre Memoires pour servir à l'histoire de la vertu]; History of Nourjahad (Londres, 1767, in-12), romans qui ont été traduits en français, et deux comédies pour le théâtre, The Discovery et The Lape.
Elle meurt à Blois en 1766. Elle et son mari s'étaient exilés dans cette ville pour échapper à leurs créanciers.

## Source
« Frances Chamberlaine Sheridan », dans Pierre Larousse, Grand dictionnaire universel du XIXe siècle, Paris, Administration du grand dictionnaire universel, 15 vol., 1863-1890 [détail des éditions].